# Đông La, Hoài Đức
Đông La là một xã thuộc huyện Hoài Đức, thành phố Hà Nội, Việt Nam.

## Vị trí địa lý
Xã Đông La nằm ở phía Nam huyện Hoài Đức. Đây là một xã nằm bên sông Đáy.
Nghề trồng lan

## Địa giới hành chính
- Phía Bắc giáp xã An Khánh
- Phía Tây giáp xã An Thượng và huyện Quốc Oai
- Phía Nam giáp huyện Quốc Oai và quận Hà Đông
- Phía Đông giáp xã La Phù và quận Hà Đông, Hà Nội.

## Hội làng của các thôn trong xã
Xã Đông La gồm 3 thôn:
| STT | Tên thôn  | Hội làng       | Giáp các thôn, xã                                                                           |
| --- | --------- | -------------- | ------------------------------------------------------------------------------------------- |
| 1   | Đông Lao  | 15 tháng Giêng | Thôn Đồng Nhân, xã Đông La Thôn Lại Dụ, xã An Thượng Xã La Phù Xã Đại Thành, huyện Quốc Oai |
| 2   | Đồng Nhân | 7 tháng Giêng  | Thôn Đông Lao, xã Đông La Thôn La Tinh, xã Đông La Xã La Phù Phường Yên Nghĩa, quận Hà Đông |
| 3   | La Tinh   | 8 tháng Giêng  | Thôn Đồng Nhân, xã Đông La Xã La Phù Phường Yên Nghĩa, quận Hà Đông                         |